# Минитриста (Минесота)
Минитриста (енгл. Minnetrista) град је у америчкој савезној држави Минесота.

## Демографија
По попису из 2010. године број становника је 6.384, што је 2.026 (46,5%) становника више него 2000. године.
| Група             | 2000.         | 2010.         |
| Белци             | 4.220 (96,8%) | 6.054 (94,8%) |
| Афроамериканци    | 15 (0,3%)     | 46 (0,7%)     |
| Азијати           | 64 (1,5%)     | 99 (1,6%)     |
| Хиспаноамериканци | 29 (0,7%)     | 113 (1,8%)    |
| Укупно            | 4.358         | 6.384         |